# Brzózki (Lipie)
Pour les articles homonymes, voir Brzózki.
Brzózki (prononciation : [ˈbʐuski]) est une localité polonaise de la gmina de Lipie, située dans le powiat de Kłobuck en voïvodie de Silésie.